# 深地质处置

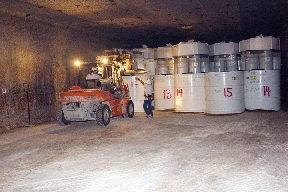
在位于新墨西哥州卡爾斯巴德（Carlsbad）的“廢物分離中試厰”，工作人員正在堆放超鈾元素核廢料

深地質處置指在穩定的地質構造中開掘的放射性核廢料存放場所，一般在地底300米以下。核廢料的形態、包裝、場地的密封和防滲以及地質條件等諸多因素決定了儲放場所成功與否。對深地質處置的基本要求是長時間將核廢料與環境隔絕開來，同時只需要極少或者不需要維護。深地質處置的時間尺度很大，通常從幾萬年到一百萬年。在深地質處置中，盛放在容器中的核廢料被以某種方式密封，存放在隧道裏。最外面一層防護機制就是地質構造本身（比如岩層）。

## 背景
長壽命核廢料（包括乏燃料）必須長期同人類和環境隔絕。把這些廢料存放在穩定地質構造中人工建造的地下儲存所（repository）是一種可行的方案。國際裂變材料專門委員會（International Panel on Fissile Materials）曾表示：
“廣泛接受的看法認爲，乏燃料、核燃料再处理的高放射性废物以及鈈廢料需要在妥善設計的場所存放幾萬年到一百萬年，以減少其放射性對環境的污染。同時，必須確保鈈和高濃縮鈾不被用於軍事目的。一個基本的共識是，把乏燃料存放于地下幾百米的儲存場所要比將其堆放在地表更安全。”
非洲奥克洛天然核反應堆證實了天然地質構造可以有傚地隔離放射性核廢料。在其運轉過程中，該反應堆共產生了5.4噸裂變產物、1.5噸鈈以及其他超鈾元素。這些鈈和其他超鈾元素至今仍存在于奧克洛的鈾礦中，時間跨度長達20億年。 考慮到該鈾礦經常被地下水浸潤，加之鈾礦石並非以化學惰性形態存在（比如玻璃態），這相當不同尋常。
地質處置安全，技術上可行，不汙染環境已經是專業人士由來已久的共識。但是，許多國家的公衆對此仍有疑慮。 深地質處置支持者們面臨的挑戰之一是證明一個儲存所必須長時間可靠，且將來可能的洩露不會對人類健康和環境造成影響。
核燃料再处理並不能減少深地質處置的必要性，但卻能夠減少核廢料的體積以及中長期放射性和衰變熱。另一方面，核燃料再处理也無法消除儲存所選址的政治和社區風險。

## 研究場所
深地質處置已經有幾十年的研究歷史。實驗室測試、探井已經積累了很多數據；建造和運營地下實驗室並展開大規模存儲實驗也在進行中。 世界各國的主要地下研究機構見下表。
| 國家   | 機構名稱                                                                      | 地點                                             | 地質條件          | 深度   | 運營狀態       |
| ------ | ----------------------------------------------------------------------------- | ------------------------------------------------ | ----------------- | ------ | -------------- |
| 比利時 | 海姿地下研究機構（HADES Underground Research Facility）                       | 摩爾（Mol）                                      | 黏土              | 223米  | 1982年開始運營 |
| 加拿大 | AECL地下實驗室（AECL Underground Research Laboratory）                        | 皮納瓦（Pinawa）                                 | 花崗岩            | 420米  | 1990-2006年    |
| 芬蘭   | 安克羅核廢料貯存庫                                                            | 奧爾基洛托（Olkiluoto）                          | 花崗岩            | 400米  | 在建           |
| 法國   | 默兹-豪特-馬恩地下實驗室（Meuse/Haute Marne Underground Research Laboratory） | 比尔                                             | 泥岩              | 500米  | 1999年開始運營 |
| 日本   | 幌延町地下實驗室（Horonobe Underground Research Lab）                         | 北海道幌延町                                     | 沉積岩            | 500米  | 在建           |
| 日本   | 瑞浪市地下實驗室（Mizunami Underground Research Lab）                         | 岐阜縣瑞浪市                                     | 花崗岩            | 1000米 | 在建           |
| 韓國   | 韓國地下研究隧道（Korea Underground Research Tunnel）                         | 大田廣域市儒城區                                 | 花崗岩            | 80米   | 2006年開始運營 |
| 瑞典   | 阿斯波硬岩實驗室（Äspö Hard Rock Laboratory）                                 | 奧斯卡杉核電站（Oskarshamn Nuclear Power Plant） | 花崗岩            | 450米  | 1995年開始運營 |
| 瑞士   | 格裏姆塞爾試驗場（Grimsel Test Site）                                         | 格裏姆塞爾関（Grimsel Pass）                     | 花崗岩            | 450米  | 1984年開始運營 |
| 瑞士   | 泰利山岩石實驗室（Mont Terri Rock Laboratory）                                | 泰利山                                           | 粘土岩            | 300米  | 1996年開始運營 |
| 美國   | 瑜珈山核廢料儲存所（Yucca Mountain nuclear waste repository）                 | 内華達州                                         | 凝灰岩/熔結凝灰岩 | 50米   | 1997-2008年    |

## 儲存場所
| 國家   | 機構名稱                                                                          | 地點                                              | 廢料類型                         | 地質條件          | 深度      | 運營狀態         |
| ------ | --------------------------------------------------------------------------------- | ------------------------------------------------- | -------------------------------- | ----------------- | --------- | ---------------- |
| 阿根廷 | 德爾梅地奧山（Sierra del Medio）                                                  | 蓋斯特雷村（Gastre]）                             |                                  | 花崗岩            |           | 擬議中           |
| 比利時 |                                                                                   |                                                   | 高放射性廢物                     | 黏土              | ~225米    | 擬議中           |
| 加拿大 | 安大略電廠深地質儲存所（Ontario Power Generation's Deep Geologic Repository）     | 安大略省                                          | 200,000 立方米低及中低放射性廢物 | 石灰岩            | 680米     | 2011年申請執照   |
| 加拿大 |                                                                                   |                                                   | 乏燃料                           |                   |           | 擬議中           |
| 芬蘭   | VLJ                                                                               | 奧爾基洛托核電站（Olkiluoto Nuclear Power Plant） | 低及中低放射性廢物               | 英雲閃長岩        | 60–100米  | 1992年開始運營   |
| 芬蘭   |                                                                                   | 洛維薩                                            | 低及中低放射性廢物               | 花崗岩            | 120米     | 1998年開始運營   |
| 芬蘭   | 安克羅核廢料貯存庫                                                                | 奧爾基洛托核電站（Olkiluoto Nuclear Power Plant） | 乏燃料                           | 花崗岩            | 400米     | 在建             |
| 法國   |                                                                                   |                                                   | 高放射性廢物                     | 泥岩              | ~500米    | 選址中           |
| 德國   | 阿西二號鹽礦（Schacht Asse II）                                                   | 下萨克森                                          |                                  | 鹽穹              | 750米     | 1995年關閉       |
| 德國   | 莫斯雷本放射性廢物儲存所（repository for radioactive waste Morsleben\|Morsleben） | 萨克森－安哈尔特                                  | 40,000立方米低及中低放射性廢物   | 鹽穹              | 630米     | 1998年關閉       |
| 德國   | 格爾雷本（Gorleben）                                                              | 下萨克森                                          | 高放射性廢物                     | 鹽穹              |           | 擬議中，計劃暫停 |
| 德國   | 康拉德鹽礦（Schacht Konrad）                                                      | 下萨克森                                          | 303,000立方米低及中低放射性廢物  | 沉积岩            | 800米     | 在建             |
| 日本   |                                                                                   |                                                   | 高放射性廢物                     |                   |           | 擬議中           |
| 韓國   | 慶州市                                                                            |                                                   | 低及中低放射性廢物               |                   | 80米      | 在建             |
| 瑞典   | SFR                                                                               | 福斯馬克（Forsmark）                              | 63,000立方米低及中低放射性廢物   | 花崗岩            | 50米      | 1988年開始運營   |
| 瑞典   |                                                                                   | 福斯馬克（Forsmark）                              | 乏燃料                           | 花崗岩            | 450米     | 2011年申請執照   |
| 瑞士   |                                                                                   |                                                   | 高放射性廢物                     | 粘土              |           | 選址中           |
| 英國   |                                                                                   |                                                   | 高放射性廢物                     |                   |           | 擬議中           |
| 美國   | 核廢棄物隔離先導廠                                                                | 新墨西哥州                                        | 超鈾元素核廢料                   | 鹽床              | 655米     | 1999年開始運營   |
| 美國   | 猶卡山谷核廢料地下處置場                                                          | 内華達州                                          | 70,000噸高放射性廢物             | 凝灰岩/熔結凝灰岩 | 200-300米 | 2010年計劃取消   |

## 一些儲存所的現狀

在建的芬蘭奧爾基洛托核電站儲存所的結構圖。

德國下萨克森的阿西二號鹽礦座落于阿西山中，自1965年以來被用作研究用途。1967年到1978年放射性廢物被儲存在該礦中。有研究指出，1988年以來該儲存所一直在洩露被銫-137、鈈和鍶等核素污染的鹽水；但直到2008年6月這一發現才被公諸於世。
位于德國萨克森－安哈尔特州的莫斯雷本放射性廢物儲存所也是一座廢棄的鹽礦。1972–1998年此礦被用於儲存核廢料。2003年以來，該礦一共澆築了480,000立方米的混凝土來穩定穹頂，否則鹽穹可能塌方。
美國新墨西哥州的廢物分離中試厰1999年正式運營。此厰位于卡爾斯巴德附近的地下鹽層中。
有人曾提議在澳大利亞和俄羅斯建立國際高放射性廢物儲存所。但是，該消息在澳大利亞引發公衆持續抗議，儲存所的建設基本成爲泡影。
1978年，美國能源部開始研究内華達核試驗場附近的瑜伽山用於長時間地質儲存乏燃料和高放射性核廢料的可行性。此計划遭到了内華達州核計划局（亦稱為“核廢料計劃辦公室”）以及其它一些組織的法律挑戰而嚴重拖延。 奥巴马總統上臺后，於2009年在其年度預算中拒絕向該計劃撥款，並稱其政府將考慮新的核廢料處置戰略。 2009年3月5日，美國能源部長朱棣文在美國參議院作證時說，瑜伽山作爲核廢料儲存所已經不再是選項之一。至此，至少在奧巴馬任内，瑜伽山儲存所計劃已經壽終正寢。

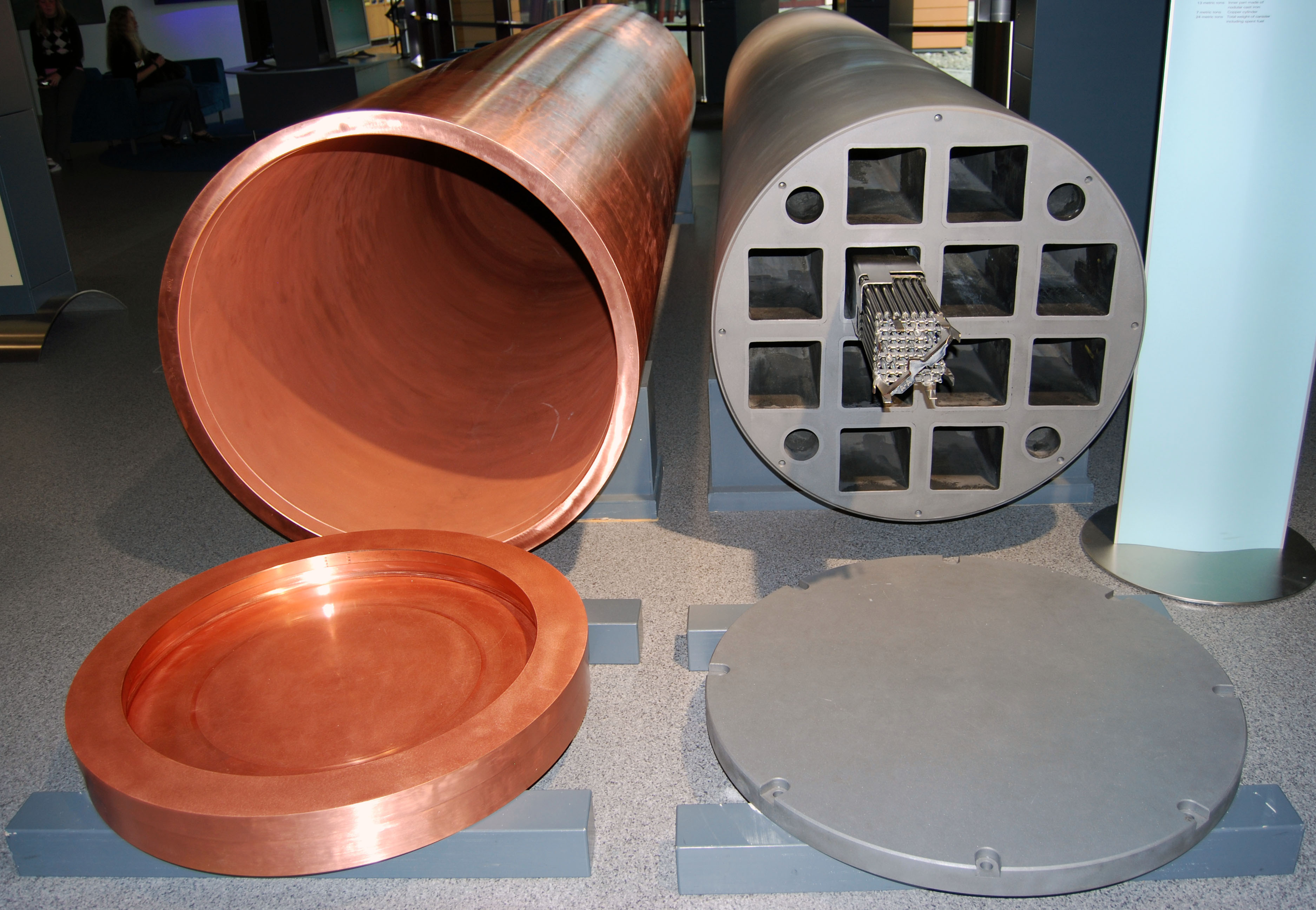
瑞典KBS-3型核廢料密封容器。

在德國，關於核廢料最終儲存所的政治辯論相當激烈， 特別是下萨克森格爾雷本（Gorleben）村村民激烈反對。 在兩德統一之前，格爾雷本村位于西德邊境，人煙稀少，經濟困頓。但在統一之後，該村現在幾乎位于德國的中心地帶。2010年，默克爾政府決定重新開始格爾雷本作爲核廢料儲存所的早期研究工作。
在目前幾個擬議建立深地質處置機構的國家中， 芬蘭的安克羅乏燃料儲存所最接近于投入使用。其第一批廢料埋藏預定在2020年左右，現在還在等待最終批准。瑞典對乏燃料的深地質處置也走在前列。其國會認爲，使用KBS-3技術埋藏乏燃料很安全。
2008年，英國環境、食品和農村事務部（Defra）發表了名為“安全管理核廢料”的白皮書。同其它發達國家不一樣的是，英國的計劃強調自願甚於地質結構的適用性。2012年6月，英國地質調查局找到了三處可能適合存放核廢料的地質結構。2013年1月，英國將決定是否進行下一步。

## 外部連結
- Study by the World Nuclear Organization （页面存档备份，存于）

- Sandia Report Granite Disposal of U.S. High-Level Radioactive Waste （页面存档备份，存于）

- Sandia Report [http://prod.sandia.gov/techlib/access-control.cgi/2011/110161.pdf （页面存档备份，存于） Salt Disposal of Heat-Generating Nuclear Waste